# Coleoidea
Coleoidea ili Dibranchiata, je jedna od dve podklase glavonošacas, koji sadrži sve različite taksone za koje se popularno smatra da su „mekog tela“ ili „bez školjki“ (tj. hobotnice, lignje i sipa). Za razliku od svoje postojeće sestrinske grupe Nautiloidea, čiji članovi imaju čvrstu spoljašnju ljusku za zaštitu, koleoidi imaju najviše unutrašnju ljusku zvanu sipina kost ili gladius koja se koristi za uzgon ili kao sidrište mišića. Neke vrste, posebno inciratne hobotnice, potpuno su izgubile tu kost, dok je kod nekih zamenjena hitinskom nosećom strukturom. Jedinstvena osobina grupe je sposobnost da uređuje sopstvenu RNK.

## Evoluciona istorija
Najraniji određeni koleoidi poznati su iz podperioda misisipija iz perioda karbona, pre oko 330 miliona godina. Neki stariji fosili su opisani iz devona, mada se paleontolozi ne slažu oko toga da li su to koleoidi. Drugi glavonošci sa unutrašnjim školjkama, koji bi mogli predstavljati koleide, ali takođe mogu označavati nezavisnu internalizaciju školjke, poznati su iz silura. Pretpostavlja se da fosil Nectocaris iz ranog i srednjeg kambrijuma predstavlja koleoid (ili drugog glavonožca) koji je izgubio svoju školjku, verovatno sekundarno, iako je verovatnije da Nectocaris predstavlja nezavisnu lozu unutar Lophotrochozoa.
Do karbona, koleoidi su već imali raznovrsnost oblika, ali se glavna radijacija desila tokom tercijara. Iako se većina ovih grupa tradicionalno klasifikuje kao belemnoidi, varijacije među njima sugerišu da neke nisu blisko povezane sa belemnitima.

## Klasifikacija
- Klasa Cephalopoda
  - Podklasa Nautiloidea
  - Podklasa †Ammonoidea
  - Podklasa Coleoidea
    - Divizija †Belemnoidea
      - Rod †Jeletzkya
      - Red †Hematitida
      - Red †Phragmoteuthida
      - Red †Donovaniconida
      - Red †Aulacocerida
      - Red †Belemnitida

    - Divizija Neocoleoidea
      - Nadred Decapodiformes
        - Red Bathyteuthida
        - Red †Belemnitida
        - Red †Diplobelida
        - Red Idiosepida
        - Red Myopsida
        - Red Oegopsida
        - Red Sepiida
        - Red Spirulida

      - Nadred Octopodiformes
        - Familija †Trachyteuthididae (incertae sedis)
        - Red Vampyromorphida
        - Red Octopoda: oktopus

      - Nadred Palaeoteuthomorpha
        - Red †Boletzkyida

    - (neodređen red)
      - familija †Ostenoteuthidae[12]

## Spoljašnje veze
- Tree of Life web project: Coleoidea
- "Octopuses Do Something Really Strange to Their Genes"